# Калыбаев, Айсултан Абдуллович
Айсултан Абдуллович (Абдиллаевич) Калыбаев (каз. Айсұлтан Әбділлаұлы Қалыбаев; 25.01.1947, аул Ащысай, Мугалжарский район, Актюбинская область, КазССР, СССР) — советский и казахстанский учёный, доктор физико-математических наук (1989), профессор (1990), академик Национальной академии наук Казахстана (НАН РК) (1997), негосударственных академии космонавтики им. К. Э. Циолковского (1994) и Петровской академии наук и искусств РФ (1992), действительный член
Национальной инженерной академии РК, почётный член и почётный профессор ряда иностранных академий и университетов.

## Биография
В 1969 году окончил КазГУ (ныне КазНУ им. аль-Фараби). В 1979 году защитил диссертацию на соискание учёной степени кандидата физико-математических наук на тему «Исследование векового движения полюса Земли», а в 1988 году — докторскую диссертацию на тему «Эволюция поступательно-вращательного движения твердой и упругой Земли».
В 1992—1993 годах являлся первым заместителем генерального директора, 1993—1998 годах — генеральным директором Национального аэрокосмического агентства.
В 1999 году — Председатель Совета директоров казахстанско-российского научно-производственного объединения «ИнТ».
С 2018 года и по настоящее время работает научным консультантом филиала Казахстанского дорожного научно-исследовательского института в г. Астана.
Основная специальность — небесная механика и динамика космического полёта. Применил для повышения нефтеотдачи пласта и дебета скважин технологии холодного крекинга и холодной молекулярной сборки нефтепродуктов. Сертифицированы и получены разрешения на их серийное производство. В 1992—1998 годах 1-й заместитель генерального директора, затем генеральный директор Национального аэрокосмического агентства. С 1999 года Председатель Совета директоров казахстанско-российского научно-производственного объединения «ИнТ». Лауреат премии Ленинского комсомола КазССР (1977).

## Научные работы
- Общая теория вращения Земли. — М., 1984 (соавт.).
- Упругое пространство с полостью. — А., 1988 (соавт.)[4].